# La Boquilla, Delstaten Mexiko
La Boquilla är en ort i Mexiko.   Den ligger i kommunen Valle de Bravo och delstaten Mexiko, i den södra delen av landet, 110 km väster om huvudstaden Mexico City. La Boquilla ligger 1 808 meter över havet och antalet invånare är 105.
Terrängen runt La Boquilla är huvudsakligen kuperad, men åt sydväst är den bergig. Runt La Boquilla är det ganska tätbefolkat, med 116 invånare per kvadratkilometer. Närmaste större samhälle är Ixtapan del Oro, 11,6 km nordväst om La Boquilla. I omgivningarna runt La Boquilla växer huvudsakligen savannskog.